# Bruce Nelson

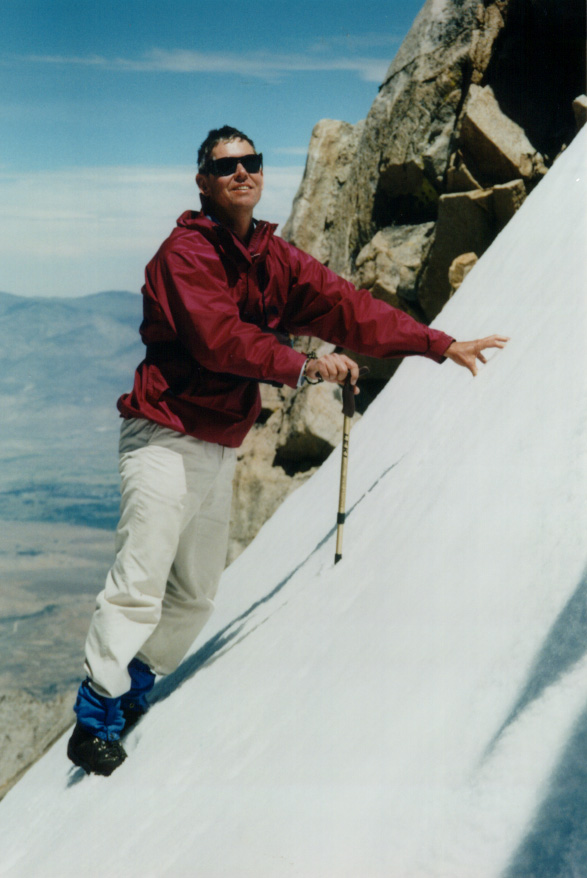
Bruce Nelson

Bruce Jay Nelson (* 19. Januar 1952; † 19. September 1999 in Tel Aviv) war ein US-amerikanischer Informatiker (Software für Computer-Netzwerke).
Nelson studierte am Harvey Mudd College mit dem Bachelorabschluss 1974 und an der Stanford University, mit dem Masterabschluss in Informatik 1976. 1982 wurde er an der Carnegie Mellon University in Informatik promoviert. Während der Arbeit an seiner Dissertation entwickelte er mit Andrew Birrell im Xerox Parc Forschungszentrum den Remote Procedure Call (RPC). Dafür erhielten beide 1994 den ACM Software System Award (und kamen 2007 in die Operating Systems Hall of Fame der ACM). 1996 wurde er Chief Science Officer bei Cisco Systems. 1999 starb er auf einer Geschäftsreise in Tel Aviv aufgrund Komplikationen bei einer Notfalloperation wegen Aortendissektion.
Er war sehr unkonventionell und ein leidenschaftlicher Outdoor-Aktivist, Bergsteiger, Apnoe-Taucher, Weltreisender und Fotograf.